# Ogólnopolski Konkurs Literacki im. Stanisława Grochowiaka
Ogólnopolski Konkurs Literacki im. Stanisława Grochowiaka – konkurs organizowany przez Miejską Bibliotekę Publiczną im. Stanisława Grochowiaka w Lesznie. Odbywa się co dwa lata począwszy od 1994 pod patronatem Prezydenta Miasta Leszna. Wśród obecnych i byłych współorganizatorów są m.in. Stowarzyszenie Bibliotekarzy Polskich, Urząd Miasta Leszna, Wojewódzka Biblioteka Publiczna w Lesznie, Wojewódzki Dom Kultury w Lesznie, Centrum Kultury i Sztuki w Lesznie, Wojewódzka Biblioteka Publiczna i Centrum Animacji Kultury w Poznaniu, Urząd Marszałkowski Województwa Wielkopolskiego w Poznaniu.

## I edycja (1994)
W I edycji oceniano tylko utwory poetyckie, Jury w składzie: Nikos Chadzinikolau, Irena Conti i Małgorzata Halec nie przyznało I nagrody.
II nagroda: Tadeusz Kwiatkowski-Cugow i Edmund Pietryk, III nagroda: Tadeusz Hofmański i Teresa Wrodycka

## II edycja (1996)
Jury w składzie:Sergiusz Sterna-Wachowiak (przewodniczący), Jerzy Grupiński i Jan Głowinkowski po ocenie 181 utworów poetyckich, 56 prozatorskich i 16 dramatycznych przyznało następujące nagrody:
- poezja – I nagroda: Piotr Pawlak, II nagroda: Krzysztof Karpiński i Roman Gorzelski
- proza – I nagroda: Andrzej Bereżnicki, II nagroda: Marcin Ziolko, III nagroda: Jarosław Jordan
- dramat – II nagroda: Jerzy Marciniak, III nagroda: Wieńczysław Polaczek

## III edycja (1998)
Jury w składzie: Urszula Kozioł (przewodnicząca), Mieczysław Orski i Jan Głowinkowski po ocenie 200 utworów poetyckich, 85 prozatorskich i 7 dramaturgicznych przyznało następujące nagrody:
- poezja – I nagroda: Jerzy Franczak, II nagroda: Tadeusz Mieszkowski i MIrosław Dragon, III nagroda: Anna Fidecka, Cezary Domarus i Jarosław M. Gruzla
- proza – I nagroda: Jacek Durski, II nagroda: Krzysztof Urban, III nagroda: Katarzyna Turaj-Kalińska
- dramat – I nagroda: Piotr Smolak

## IV edycja (2000)
Jury w składzie: Przemysław Czapliński (przewodniczący), Włodzimierz Braniecki i Jerzy Grupiński po ocenie 242 utworów poetyckich, 81 prozatorskich, 16 dramaturgicznych oraz 6 słuchowisk przyznało następujące nagrody:
- poezja – I nagroda: Robert Grala i Grzegorz Kociuba
- proza – I nagroda: Augustyn Baran, II nagroda: Piotr Piluk
- dramat – II nagroda: Stanisław Grabowski
- słuchowisko – wyróżnienie: Edmund Pietryk i Wiesław Szymański

## V edycja (2002)
Jury w składzie: Nikos Chzdzinikolau, Jan Głownikowski i Mieczysław Orski po ocenie 264 zestawów poetyckich (691 wierszy), 109 utworów prozatorskich i 18 dramaturgicznych (łącznie ze słuchowiskami) przyznało następujące nagrody:
- poezja – I nagroda: Jerzy Ł. Kaczmarek, II nagroda: Artur Maciak, III nagroda: Maciej Robert
- proza – I nagroda: Ewa Grętkiewicz
- dramat i słuchowisko – I nagroda: Czesław Markiewicz, II nagroda: Liliana Fabisińska, III nagroda: Michał Walczak

## VI edycja (2004)
Jury w składzie: Mieczysław Orski (przewodniczący), Helena Gordziej i Joanna Orska po ocenie 226 zestawów poetyckich, 77 utworów prozatorskich i 21 dramaturgicznych (łącznie ze słuchowiskami) przyznało następujące nagrody:
- poezja – II nagroda: Mateusz Wabik i Christian M. Manteuffel, III nagroda: Jacek Guz, wyróżnienia: Jacek Karolak, Małgorzata Bogaczyk i Tadeusz Zawadowski
- proza – I nagroda: Piotr Ka, II nagroda: Katarzyna Turaj-Kalińska, III nagroda: Małgorzata Marcinkowska i Wacław Grabkowski, wyróżnienie: Nina Sokołowska
- dramat i słuchowisko – I nagroda: Izabela Degórska, II nagroda: Marzena Orczyk, III nagroda: Czesław Markiewicz, wyróżnienie: Marta Guśniowska

## VII edycja (2006)
Jury w składzie: Sergiusz Sterna-Wachowiak (przewodniczący), Dariusz Tomasz Lebioda i Mieczysław Orski po ocenie 292 zestawów poetyckich, 119 utworów prozatorskich i 24 dramaturgicznych (łącznie ze słuchowiskami) przyznało następujące nagrody:
- poezja – I nagroda: Tomasz Jezierski, II nagroda: Edmund Pietryk, III nagroda: Jacek Karolak
- proza – I nagroda: Leszek Więcko, II nagroda: Justyna Tomska, III nagroda: Joanna Wolska
- dramat i słuchowisko – I nagroda: Katarzyna Warachim, II nagroda: Małgorzata Chaładus

## VIII edycja (2008)
Jury w składzie: Sergiusz Sterna-Wachowiak (przewodniczący), Zbigniew Gordziej i Mieczysław Orski po ocenie 228 zestawów poetyckich, 84 utworów prozatorskich i 15 dramaturgicznych (łącznie ze słuchowiskami) przyznało następujące nagrody:
- poezja – I nagroda: Przemysław Owczarek, II nagroda: Robert Miniak
- proza – I nagroda: Joanna Wolska, II nagroda: Anna Piliszewska
- dramat i słuchowisko – nagród nie przyznano

## IX edycja (2010)
Jury w składzie: Sergiusz Sterna-Wachowiak (przewodniczący), Zbigniew Gordziej i Mieczysław Orski po ocenie 188 zestawów poetyckich, 104 utworów prozatorskich i 12 dramaturgicznych (łącznie ze słuchowiskami) przyznało następujące nagrody:
- poezja – I nagroda: Małgorzata Dawidek-Gryglicka, II nagroda: Czesław Markiewicz, III nagroda: Wojciech Roszkowski i Anna Piliszewska, wyróżnienie: Mieczysław A. Łyp, Karol Graczyk i Grzegorz Lorek
- proza – I nagroda: Alina Tuchołka, II nagroda: Damian Koryl, III nagroda: Janusz Mielczarek, wyróżnienie: Rafał Klan, Lechosław Cierniak, Piotr Rowicki i Zbigniew Zalesiński
- dramat i słuchowisko – nagród nie przyznano

## X edycja (2012)
Jury w składzie: Sergiusz Sterna-Wachowiak (przewodniczący), Janusz Drzewucki i Mieczysław Orski po ocenie 171 zestawów poetyckich, 153 utworów prozatorskich i 37 dramaturgicznych (łącznie ze słuchowiskami) przyznało następujące nagrody:
- poezja – I nagroda: Marta Kapelińska i Anna Piliszewska, II nagroda: Piotr Jankowski, III nagroda: Ida Sieciechowicz, wyróżnienie: Andrzej Wołosewicz i Marzena Ewa Romańczuk
- proza – I nagroda: Michał Wierzba, II nagroda: Przemysław Fiugajski, III nagroda: Jerzy Kędzierski, wyróżnienie: Anna Kokot i Lechosław Cierniak

## XI edycja (2014)
Jury w składzie: Sergiusz Sterna-Wachowiak (przewodniczący), Janusz Drzewucki i Mieczysław Orski po ocenie 418 prac przyznało następu jace nagrody:
- poezja – I nagroda: Emilia Mazurek, II nagroda: Maciej Zdziarski, III nagroda: Grzegorz Chwieduk i Jerzy Fryckowski
- proza – I nagroda: Janusz Mielczarek, II nagroda: Eliza Moraczewska, III nagroda: Krzysztof Bąk
- dramat i słuchowisko radiowe – I nagroda: Krzysztof Prus, II nagroda: Joanna Roś i Michał Dąbrowski, III nagroda: Bartosz Konstrat

## XII edycja (2016)
Jury w składzie: Sergiusz Sterna-Wachowiak (przewodniczący), Janusz Drzewucki i Mieczysław Orski po ocenie 512 prac przyznało następujące nagrody:
- poezja – I nagroda oraz Grand Prix konkursu: Mariusz Tenerowicz, II nagroda: Anna Maria Wierzchucka, III nagroda: Piotr Zemanek, wyróżnienie: Krzysztof Rejmer, Dorota Ryst i Grzegorz Drojewski
- proza – I nagroda: Krzysztof Zadros, II nagroda: Lidia Karbowska, III nagroda: Łukasz Staniszewski, wyróżnienie: Krzysztof Rejmer i Łucja Religa
- dramat i słuchowisko: I nagroda: Jakub Kiersikowski, II nagroda: Krzysztof Prus, III nagroda: Bartłomiej Siwiec[1]

## XIII edycja (2018)
Jury w składzie: Sergiusz Sterna-Wachowiak, Janusz Drzewucki, Mieczysław Orski po ocenie 503 prac przyznało następujące nagrody:
- poezja – I nagroda: Wojciech Roszkowski, II nagroda: Piotr Zemanek, III nagroda: Grzegorz Chwieduk i Anita Katarzyna Wiśniewska
- proza – I nagroda: Anna Maria Wybraniec, II nagroda: Krzysztof Rejmer, III nagroda: Magdalena Adamska-Kijko i Jarosław Kroplewski
- dramat i słuchowisko: I nagroda: Stefan Szulc, II nagroda: Tomasz Dymek, III nagroda: Jerzy Marciniak[2]

## XIV edycja (2020)
Jury w składzie: Sergiusz Sterna-Wachowiak, Janusz Drzewucki, Mieczysław Orski po ocenie 404 prac przyznało następujące nagrody:
- poezja – I nagroda: Czesław Markiewicz, II nagroda: Bogdan Nowicki i Jacek Świłło, III nagroda: Barbara Zakrzewska i Michał Krawczyk
- proza – I nagroda: Bogdan Nowicki, II nagroda: Robert Szymański, III nagroda: Anna Popiel
- dramat i słuchowisko – I nagroda: Tomasz Dymek, II nagroda: Katarzyna Błaszczyńska, III nagroda: Michał Łukowicz i Magdalena Siwik
- nagroda specjalna „Laur 100-lecia” w kategorii poezja: Wojciech Roszkowski[3]

## XV edycja (2023)
Jury w składzie: Sergiusz Sterna-Wachowiak, Janusz Drzewucki, Mieczysław Orski po ocenie 337 prac przyznało następujące nagrody:
- I nagroda główna: Marek Nowak (kategoria: dramat)
- II nagroda: Danuta Zasada (kategoria: proza)
- III nagroda: Agnieszka Rura (kategoria: dramat)
- wyróżnienia: Magdalena Cybulska, Piotr Zemanek i Piotr Piątek (kategoria: poezja), Bogdan Nowicki i Patrycja Pelica (kategoria: proza), Grzegorz Walczak (kategoria: dramat i słuchowisko)